# Bernhard III. von Wölpe
Bernhard III. von Wölpe (* 1230–1240; † 17. September 1310) war Reichsgraf von Wölpe sowie Erzbischof von Magdeburg und Bremen.

## Leben
Er war ein Sohn des Grafen Konrad II. von Wölpe (Sohn von Bernhard II. von Wölpe) und der Salome, geb. Gräfin von Wunstorf.
Er wurde am 15. Mai 1255 Domherr in Magdeburg, am 1. Mai 1272 Domkellner, am 14. Juli 1275 Propst von Mildensee (Nienburg) und am 16. Juni 1276 Archidiakon von Waldeser.
Bei der Bischofswahl im Jahre 1277 wurde er von Günther I. von Schwalenberg geschlagen. Dieser lag jedoch mit Markgraf Otto IV. von Brandenburg in Fehde und resignierte im folgenden Jahr. So wurde Bernhard 1279 zum Erzbischof erwählt. Da aber auch er sich gegenüber dem Druck der brandenburgischen Markgrafen nicht behaupten konnte, resignierte auch er im Jahr 1282 und ging nach Bremen.
Hier wurde er 1307 noch einmal Erzbischof, wurde aber vom damaligen Papst Clemens V. nicht anerkannt und gab schließlich noch im Jahr 1310 kurz vor seinem Tod auf.
Bernhard war der letzte männliche Nachkomme der Grafen von Wölpe, mit ihm ging die über 200-jährige Regentschaft der Wölper Grafen zu Ende.